# ایسامو فوکویی
ایسامو فوکویی (ژاپنی: 福井 勲؛ زادهٔ ۲۴ نوامبر ۱۹۷۲) یک بازیکن فوتبال اهل ژاپن است.
از باشگاه‌هایی که در آن بازی کرده‌است می‌توان به باشگاه فوتبال کاشیما آنتلرز اشاره کرد.